# Mellette County

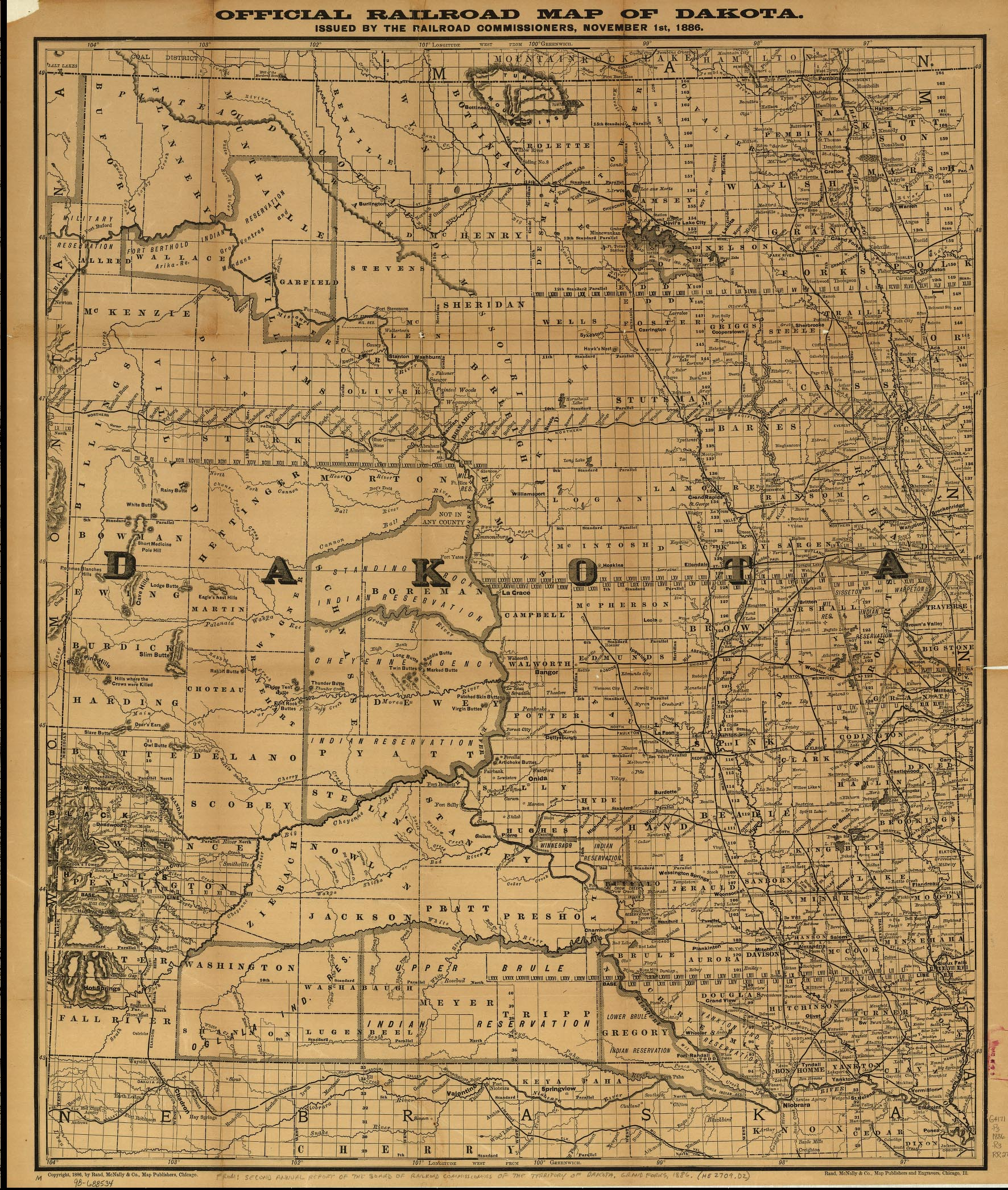
Historische Karte des Dakota-Territorium, nach der Mellette County Bestandteil der Rosebud Reservation war. (In der Karte als Upper Brule Indian Reservation bezeichnet)

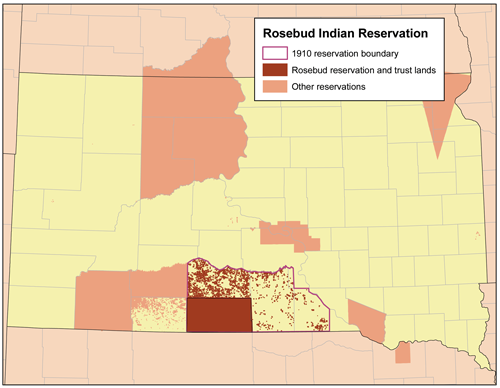
Karte der Rosebud Reservation in South Dakota, Klar ist zu erkennen wie Mellette County ein Fleckenteppich von Indianer Land und County Gebieten darstellt

Mellette County ist ein County im Süden des Bundesstaates South Dakota der Vereinigten Staaten. Das U.S. Census Bureau hat bei der Volkszählung 2020 eine Einwohnerzahl von 1918 ermittelt. Der Bezirk wurde nach Arthur C. Mellette, dem ersten Gouverneur South Dakotas, benannt. Der Sitz der Countyverwaltung (County Seat) ist in White River. Zirka 33,35 % der Fläche des Countys befindet sich im Besitz der Rosebud Indianer Reservation. Nach einer Volkszählung 2010 waren etwa 52,2 % der Bewohner Angehörige des Rosebud Sioux Stamms und des Sicangu Oyate Stamms (Siehe Lower Brule Reservation).

## Geographie
Das County hat eine Fläche von 3392 Quadratkilometern; davon sind 8 Quadratkilometer (0,25 Prozent) Wasserflächen. Er ist in 16 Townships eingeteilt: Bad Nation, Blackpipe, Butte, Cody, Fairview, Mosher, New Surprise Valley, Norris, Prospect, Red Fish, Ring Thunder, Riverside, Rocky Ford, Rosebud, Running Bird und Surprise Valley; sowie zwei unorganisierte Territorien: Cedarbutte und Central Mellette.

## Geschichte
Das County wurde am 9. März 1909 gegründet und nach Arthur C. Mellette benannt, dem ersten Gouverneur South Dakotas. Ursprünglich Teil der Great Sioux Reservation wurde das Gebiet des County am 2. März 1889 Teil der Rosebud Indianer Reservation. 1910 wurde das Gebiet von den Vermessern Sam Chilton und Blaine Scrivenin in Parzellen geteilt. Dabei rammten sie im Abstand einer halben Meile Stahlstäbe in den Boden. Sie reservierten auch Gebiete für zukünftige Siedlungen und Schulen. Dies entsprach nicht der Rechtsauffassung und der Kultur der Ureinwohner, die kein Grundeigentum kannten. Die Sioux zogen als Nomaden durch das Gebiet und kannten keine festen Siedlungen. Die gesetzliche Grundlage dafür lieferte der Dawes Act von 1887 und ein Beschluss des US-Kongresses von 1910, das Gebiet des Countys zusammen mit Gebieten der heutigen Jackson County und Bennett County für die Besiedlung durch weiße Siedler zu öffnen. Individuelle Indianer erhielten 320 Acres, Kinder 160 Acres, die damit zur Aufgabe ihres Nomadenlebens und zur Sesshaftigkeit gezwungen wurden. (Ein Acre entspricht 4046,9 m² Land). Das Land der Indianer ging aber nicht real in das Eigentum individueller Personen über. Es konnte weder verkauft noch vererbt werden. Nach dem Tod des Besitzers fiel es wieder an die Reservation. Der Rest des Gebiets wurde nach dem Homestead Act von 1862 zur Besiedlung freigegeben. Interessierte US-Bürger (Ureinwohner galten damals nicht als US-Bürger) konnten sich in Chamberlain, Dallas, Gregory und Rapid City für eine Parzelle Land bewerben. Da es trotz einer seit 2 Jahren herrschenden Dürre mit rund 54.000 Personen mehr Interessenten für die zirka 8000–10.000 verfügbaren Parzellen gab, musste das Los entscheiden. Im Oktober 1911 wurden in Gregory die Gewinner bestimmt. In Mellette County wurden 466.562 Acres an weiße Siedler verteilt. Diese mussten innerhalb eines Jahres auf ihre zugewiesenen Parzellen ziehen, so wie es das Gesetz vorschrieb. Viele lebten zuerst in Zelten oder Erdhöhlen. Erst mit der Zeit entstanden feste Gebäude.
Am 25. Mai 1911 fanden die ersten Wahlen zur Countyverwaltung statt. Stimmberechtigt waren nur US-Bürger. Als County-Sitz wurde durch eine Wahl 1911 White River bestimmt. Nach Rodung des Präriegrases bauten die weißen Siedler primär Weizen an. Das hatte fatale Folgen und durch die Urbarmachung traten massive Dürren auf. Die tiefen Wurzeln des Präriegrases, dessen Halme den Staub auffingen, hatten die oberen Bodenschichten vor Erosion bewahrt, die nun massiv einsetzte. Durch Trockenheit und Staubstürme wurden die Ernten vernichtet und die Menschen in ihren Häusern regelrecht eingeweht. Daraufhin mussten viele Farmer ihren Boden verlassen, als ihre finanziellen Ressourcen aufgebraucht waren. Sie suchten oft in anderen Regionen der USA nach Arbeit, vor allem in der landwirtschaftlichen Produktion in Kalifornien. Hier traten sie in Konkurrenz zu anderen Wanderarbeitern. Die USA waren damals von der Weltwirtschaftskrise wirtschaftlich stark angeschlagen und verzeichneten eine enorm hohe Arbeitslosigkeit (siehe Dust Bowl).
Heute ist Mellette County ein unüberschaubarer Flickenteppich von Gebieten, die der Rosebud Reservation, besser dem Rosebud Sioux Stamm zugerechnet werden, und Gebieten, die individuellen Farmern oder dem County gehören. Dies führt oft zu Spannungen zwischen den verschiedenen Einwohnergruppen und zu Rechtsstreitigkeiten zwischen den individuellen Landeigentümern, Reservation, dem County und dem Staat South Dakota. Auch erschwert dies die Strafverfolgung, da oft nicht klar ist, welche Polizeieinheit eigentlich zuständig ist, die der Reservats-Verwaltung oder die des Countys. 1977 entschied der Oberste Gerichtshof der Vereinigten Staaten das Mellette County nicht Bestandteil der Rosebud Reservation sei.
Zwei Brücken im County sind im National Register of Historic Places (NRHP) eingetragen (Stand 6. August 2018).

## Städte und Gemeinden
Städte (cities)
- White River

Gemeinden (towns)
- Wood